# ایرینا واسیلیوک
ایرینا واسیلیوک (اوکراینی: Ірина Василівна Василюк؛ زادهٔ ۱۸ مهٔ ۱۹۸۵) بازیکن فوتبال اهل اوکراین است.
از باشگاه‌هایی که در آن بازی کرده‌است می‌توان به اشاره کرد.
وی همچنین در تیم ملی فوتبال زنان اوکراین بازی کرده‌است.